# IC 4141
IC 4141 ist eine ringförmige Spiralgalaxie vom Hubble-Typ Sb mit aktivem Galaxienkern im Sternbild Coma Berenices am Nordsternhimmel. Sie ist schätzungsweise 888 Millionen Lichtjahre von der Milchstraße entfernt und hat einen Durchmesser von etwa 255.000 Lichtjahren. Vom Sonnensystem aus entfernt sich die Galaxie mit einer errechneten Radialgeschwindigkeit von näherungsweise 19.900 Kilometern pro Sekunde.
Diese Ranken aus hellem Gas entstehen durch einen Prozess, der als Staudruck-Stripping bezeichnet wird, und ihre Ähnlichkeit mit baumelnden Tentakeln hat die Astronomen dazu veranlasst, die Galaxie als eine „Quallen-Galaxie“ zu bezeichnen.
Das Objekt wurde am 27. Januar 1904 von Max Wolf entdeckt.

## Galaktisches Umfeld
| Nr. | Galaxie                 | Alternativname            | Rek           | Dek           | Distanz/asec |
| --- | ----------------------- | ------------------------- | ------------- | ------------- | ------------ |
| →   | IC 4141                 | LEDA/PGC 45147            | 13h04m07.731s | +19d12m38.33s | 0            |
| 1   | IC 4148                 | 2MASX J13041066+1915323   | 13h04m10.685s | +19d15m32.95s | 179.54       |
| 2   | IC 4146                 | 2MASX J13041038+1916423   | 13h04m10.379s | +19d16m41.75s | 246.26       |
| 3   | 2MASX J13040028+1908474 | WISEA J130400.35+190848.0 | 13h04m00.358s | +19d08m47.90s | 252.94       |
| 4   | 2MASX J13042066+1915535 | WISEA J130420.61+191553.3 | 13h04m20.619s | +19d15m53.17s | 267.00       |
| 5   | 2MASX J13034962+1914233 | WISEA J130349.61+191422.7 | 13h03m49.618s | +19d14m22.71s | 277.00       |
| 6   | 2MASX J13042490+1909406 | WISEA J130424.81+190941.0 | 13h04m24.875s | +19d09m40.95s | 300.79       |
| 7   | IC 4139                 | LEDA/PGC 3090109          | 13h04m04.149s | +19d17m41.91s | 307.73       |
| 8   | IC 4130                 | LEDA/PGC 45103            | 13h03m46.594s | +19d16m17.54  | 370.89       |
| 9   | 2MASX J13035109+1918483 | WISEA J130351.08+191848.7 | 13h03m51.080s | +19d18m48.72s | 438.96       |
| 10  | LEDA/PGC 1589252        | 2MASX J13035173+1921003   | 13h03m51.725s | +19d21m00.16s | 550.58       |
| 11  | 2MASX J13033224+1917140 | WISEA J130332.28+191713.7 | 13h03m32.285s | +19d17m13.76s | 572.46       |
| 12  | LEDA/PGC 3090107        | 2MASX J13032794+1907590   | 13h03m27.971s | +19d07m58.93s | 628.79       |
| 13  | 2MASX J13043034+1922336 | WISEA J130430.36+192233.7 | 13h04m30.369s | +19d22m33.57s | 676.05       |
| 14  | IC 4119                 | 2MASX J13031513+1913578   | 13h03m15.170s | +19d13m57.95s | 748.73       |
| 15  | 2MASX J13033966+1901210 | WISEA J130339.70+190121.2 | 13h03m39.709s | +19d01m20.93s | 785.27       |